# Rita Martin
Rita Martin, nata Margareta Weir Martin (Irlanda, 1875 – Londra, 1958) è stata una fotografa e pittrice britannica, e attivista per i diritti delle donne al suffragio universale.

## Biografia
Sappiamo che nacque da qualche parte in Irlanda e che ebbe due sorelle di cui la maggiore, Charlotte Elizabeth, conosciuta come Lallie Charles (1869-1919), fu anch'essa una fotografa piuttosto nota. L'altra sorella, Isabelle Reilly, era invece conosciuta come Bea. Le tre sorelle compaiono in due foto del 1899 nello studio di Lallie Charles. Ebbe anche un fratello, Robert Chesney Martin, il quale, dopo la morte della sorella, continuò a gestire lo studio fotografico.
Rita iniziò a praticare la fotografia presso lo studio della sorella nel 1897 divenendo ben presto affermata e prestigiosa nella ritrattistica tanto da venire definita "favolosa fotografa di celebrità". Nella cosiddetta età edoardiana, cioè nel periodo del regno di Edoardo VII dal 1901 al 1910, si ebbe una notevole crescita di studi fotografici gestiti da donne in Inghilterra. Il fotografo Hayman Seleg Mendelssohn affermava nel 1903 che "la ritrattistica è ormai nelle mani delle donne". Sull'onda di Alice Hughes furono ben presto aperti, tra gli altri, gli atelier per i ritratti di Lallie Charles e della sorella Rita Martin, ma ci furono anche donne reporter come Christina Broom, Kate Pragnell e Lizzie Caswall Smith.
Lallie Charles decise di aprire il proprio atelier nel 1896, chiamandolo "The Nook", dalle parti di Regent's Park e l'anno seguente la sorella Rita andò a farle da assistente. Alcuni anni dopo, nel 1906, Martin, aprì un proprio atelier in Baker Street. Anche se apparentemente si creò una sorta di concorrenza, nel primo decennio del Novecento le due sorelle vengono ricordate per essere state le due fotografe di ritratti femminili di maggior successo londinese. Davanti alla macchina da presa di Martin passarono molte delle attrici dell'epoca tra le quali: Winifred Barnes, Lily Elsie, Julia James, Lily Brayton, Violet Vanbrugh, Gina Palerme, Hilda Trevelyan, Maria José del Belgio ancora bambina, Gladys Cooper e i suoi figli. Uno dei soggetti su cui lavorò assiduamente furono proprio i bambini, tra i quali quelli del falegname che costruì il suo studio di Baker Street.
Cecil Beaton, nel suo libro, riferendosi al suo modo di fotografare, scrisse: "Rita Martin, e la pallida bellezza terracotta delle sue fotografie sono parte integrante di questo periodo. Martin e sua sorella, Lallie Charles, la fotografa rivale, posavano le loro modelle in una posa morbida con luce da giardino d'inverno, che rende tutti i capelli delirantemente biondi".
Tra i ritratti scattati da Martin figurano quelli di molte suffragette, come Rosamund Massy (1870–1947), ed anche Martin stessa fece parte del movimento suffragista inglese. Una rivista riporta la notizia e le immagini che Martin fu anche una pittrice di miniature.
Le poche fotografie negative sopravvissute delle due sorelle sono conservate presso la National Portrait Gallery di Londra, a seguito della donazione da parte di una nipote di Lallie Charles Cowell nel 1994.